# Cangetta violescentalis
Cangetta violescentalis is een vlinder uit de familie van de grasmotten (Crambidae), uit de onderfamilie van de Spilomelinae. De wetenschappelijke naam van deze soort is voor het eerst voorgesteld als Syngamia violescentalis door George Francis Hampson in een publicatie uit 1895.
De soort komt voor in Florida, Jamaica en Grenada.